# S. Darko
S. Darko is een Amerikaanse film onder regie van Chris Fisher, die op 12 mei 2009 in Amerika direct op video uitkwam. De film is het vervolg op Donnie Darko (2001).

## Verhaal
De film speelt zich af in 1995. Samantha Darko, de jonge zus van Donnie, is nu 18 jaar oud. Sinds de dood van haar oudere broer is de familie in een neerwaartse spiraal beland. Samantha heeft nauwelijks nog contact met haar familie en besteedt haar tijd met haar beste vriendin Corey. 
Wanneer ze last krijgen van bizarre visioenen, wordt het hun te veel. Ze besluiten om op vakantie te gaan naar Los Angeles. Onderweg komen ze aan in een stad waar daarvoor een meteoriet is ingeslagen. Hier worden ze geplaagd door bizarre visioenen.

## Rolverdeling
| Acteur            | Personage      |
| ----------------- | -------------- |
| Daveigh Chase     | Samantha Darko |
| Briana Evigan     | Corey          |
| Elizabeth Berkley | Trudy          |
| Ed Westwick       | Randy          |
| James Lafferty    | Iraq Jack      |
| Jackson Rathbone  | Jeremy         |
| Matthew Davis     | Pastoor John   |
| John Hawkes       | Phil           |

## Productie
In mei 2008 werd aangekondigd dat een vervolg op Donnie Darko in de planning stond en de verwachtingen waren onmiddellijk laag. Hierbij werd het grote gedeelte van de acteurs al bevestigd. Daveigh Chase speelt de titelrol. Ze speelde hetzelfde personage ook in de voorganger.
Op 18 mei 2008 begonnen de opnames in Utah. Toen waren Chase, Westwick, Evigan en Chatwin de enige acteurs. Bijna twee weken later werd ook Berkley aan de acteurs toegevoegd.
De film kreeg na de aankondiging meteen kritiek. Richard Kelly, de regisseur van het eerste deel, verklaarde geen behoefte te hebben om mee te werken aan dit deel en sprak er enkel neerbuigend over.